# Тім'ячко
Ті́м'ячко (лат. fonticulus, буквально — «джерельце», «фонтанчик») — неокостеніла ділянка склепіння черепа у плода і новонароджених. Складається із залишків перетинчастого скелета і з'єднує кістки в місцях черепних швів. Тім'ячка утворюють гнучкі зчленування кісток черепа плоду, що уможливлює тимчасову деформацію черепного склепіння під час проходження через пологові шляхи, а також не перешкоджає зростанню головного мозку, за яким може не встигати зростання черепних кісток. Ззовні тім'ячка покриті апоневрозом і шкірою, знизу до них прилягає найбільш зовнішня з мозкових оболон — тверда.
Своєю назвою ця особливість анатомії новонародженого зобов'язана тому, що переднє, найбільш помітне тім'ячко розташоване на тімені. Місце його розташування відповідає антропометричній точці брегма в немовлят.

## Анатомія
Череп новонароджених складається з 5 основних кісток (двох лобових, двох тім'яних і потиличної) і кількох дрібніших. На відміну від черепа дорослого, лобова кістка у нього складається з двох окремих частин, а кістки з'єднуються між собою гнучкими зчленуваннями з сполучної перетинчастої і хрящової тканини. Надалі, у процесі осифікації хрящові з'єднання костеніють, утворюючи черепні шви.
Під час проходження плода через кістково-фіброзне кільце жіночого малого тазу в пологах череп плоду дещо деформується, крайки тім'яних кісток заходять по середній лінії одна на одну, а луски лобової і потиличної кісток — на тім'яні кістки. У результаті міжтім'яний і передньозадній діаметри голови зменшуються і водночас збільшується подовжній розмір. Саме внаслідок цього череп новонароджених доліхоцефальний. Окружність голови — 34 см, об'єм голови в хлопчиків — 375—380 см³, у дівчаток — 350—360 см³.

### Тім'ячка немовляти

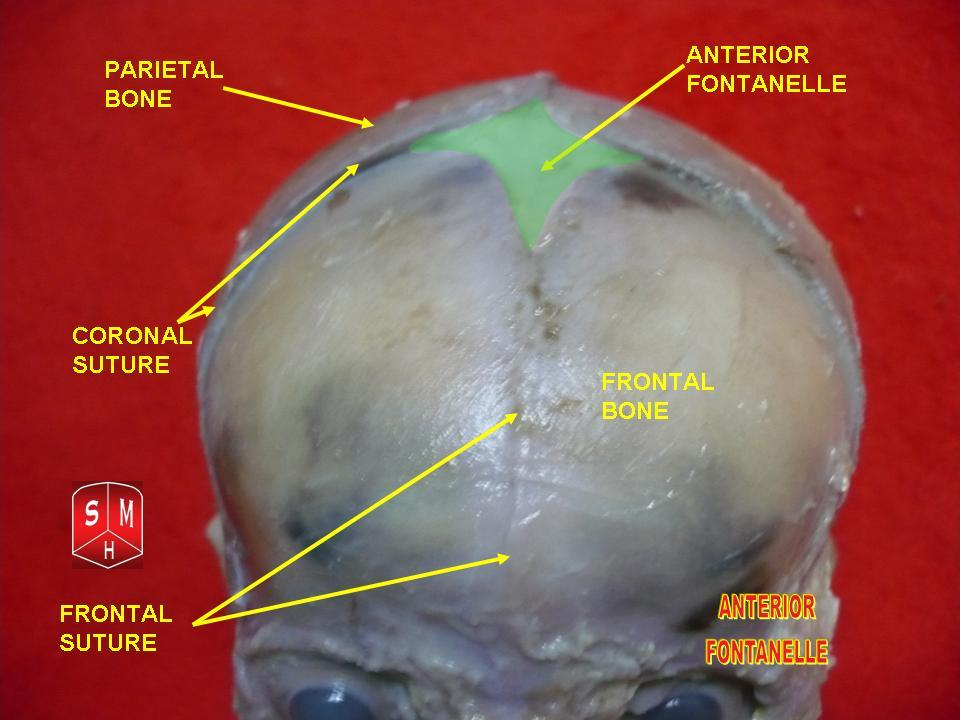
Переднє тім'ячко (заповнене зеленим)

На черепі людського плоду і новонародженого в нормі налічують 6 тім'ячок:
- Переднє тім'ячко або велике тім'ячко (fonticulus anterior рідше fonticulus major)[5] — розташоване між лобними і тім'яними кістками. Розміри — 3,5×2,5 см[4].
- Клиноподібне тім'ячко (fonticulus sphenoidalis) — розташоване між лобною, тім'яною, клиноподібною і скроневою кістками, на місці майбутнього клиноподібно-тім'яного шва. Розміри — 0,8×1,2 см[4]. Отримало назву за клиноподібною кісткою. Два клиноподібних тім'ячка розташовані по обох боках голови.
- Соскоподібне тім'ячко (fonticulus mastoideus) — розташоване між потиличною, тім'яною і скроневою кістками. Розміром дещо менше за клиноподібне, на відміну від інших тім'ячок повністю закрите хрящовою тканиною[4]. Отримало назву за близькорозташованим соскоподібним відростком скроневої кістки. Два соскоподібних тім'ячка знаходяться по обох боках голови.
- Заднє тім'ячко або мале тім'ячко, рідше потиличне тім'ячко (fonticulus posterior, рідше fonticulus minor, fonticulus occipitalis)[5] — розташоване між потиличною і тім'яними кістками. Має форму трикутника довжиною 1 см[4].

Іноді трапляються додаткові тім'ячка, що закриваються зразу після народження:
- Тім'ячко майданчика — розташоване на переніссі[4];
- Метопічне тім'ячко — розташоване на лобному (метопічному) шві між лобними кістками[4][3]. Деякі джерела відмічали про зв'язок наявності цього тім'ячка з вродженими патологіями[6]
- Тім'яне або сагітальне тім'ячко — розташоване на сагітальному шві між тім'яними кістками[4][3]
- Мозочкове тім'ячко — розташоване в лусці потиличної кістки[4]. Отримало назву за розташованим поблизу мозочком.

### Закриття тім'ячок

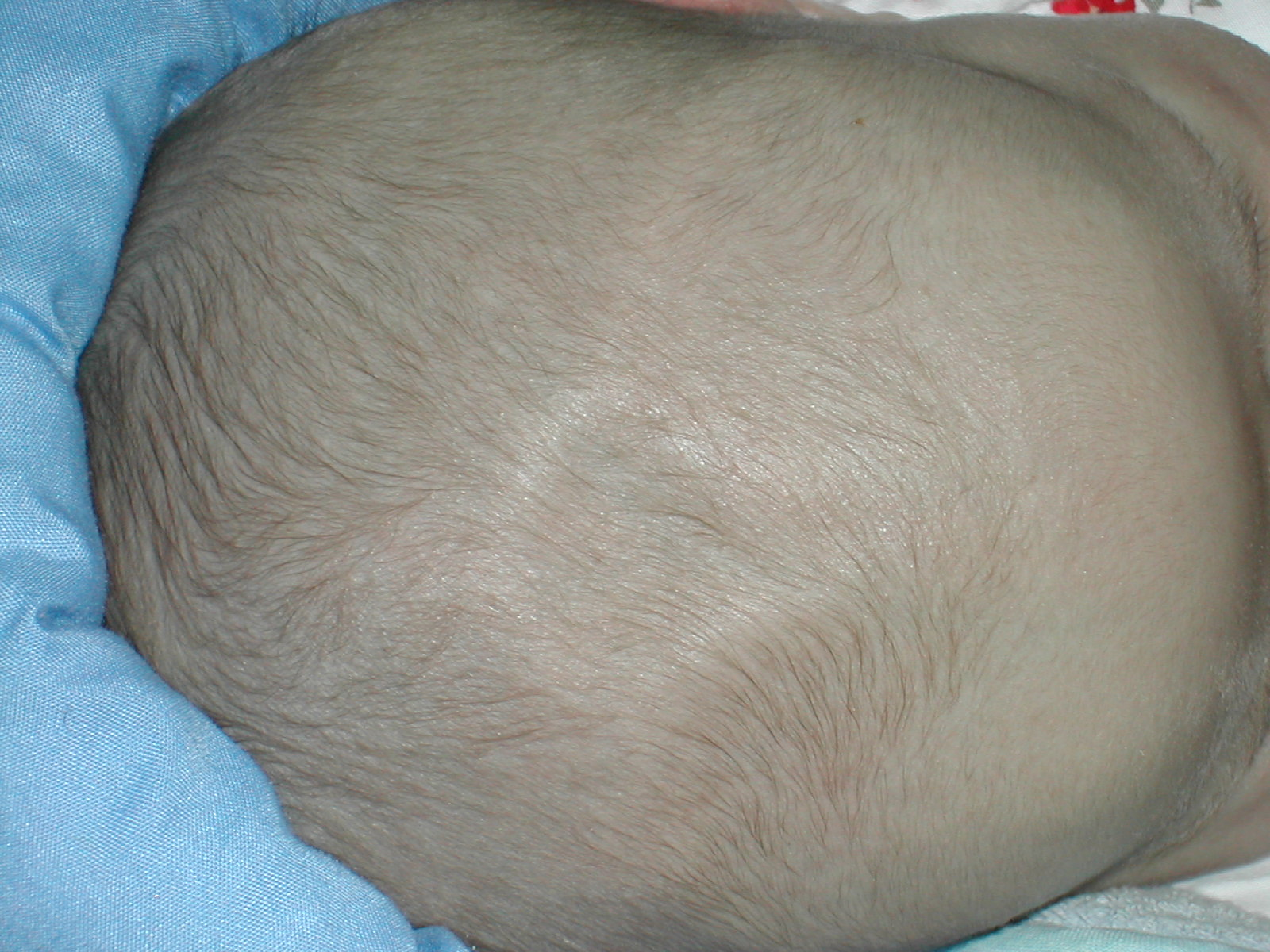
Тім'ячко одномісячного немовляти

Послідовність закриття (заростання) тім'ячок така:
1. Переднє тім'ячко заростає, як правило, останнім, між 18-м і 24-м місяцями життя (на другому році)[3][4] (за іншими даними — між 7 і 19 місяцями)[7];
2. Клиноподібні тім'ячка заростають на 3-му місяці[4] (за іншими даними — близько 6-го місяця[3], іноді ще до народження);
3. Соскоподібні тім'ячка закриваються на 3-му місяці[4] (за іншими даними — між 6-м і 18-м місяцями після народження[3], іноді ще до народження);
4. Заднє тім'ячко заростає, як правило, протягом 2-3 перших місяців[4][3][7].

Пізнє закриття тім'ячок може бути спричинено недостатнім харчуванням, недоношеністю, браком вітаміну D, а також деякими хворобами. При мікроцефалії тім'ячка заростають швидше.

## Клінічне значення

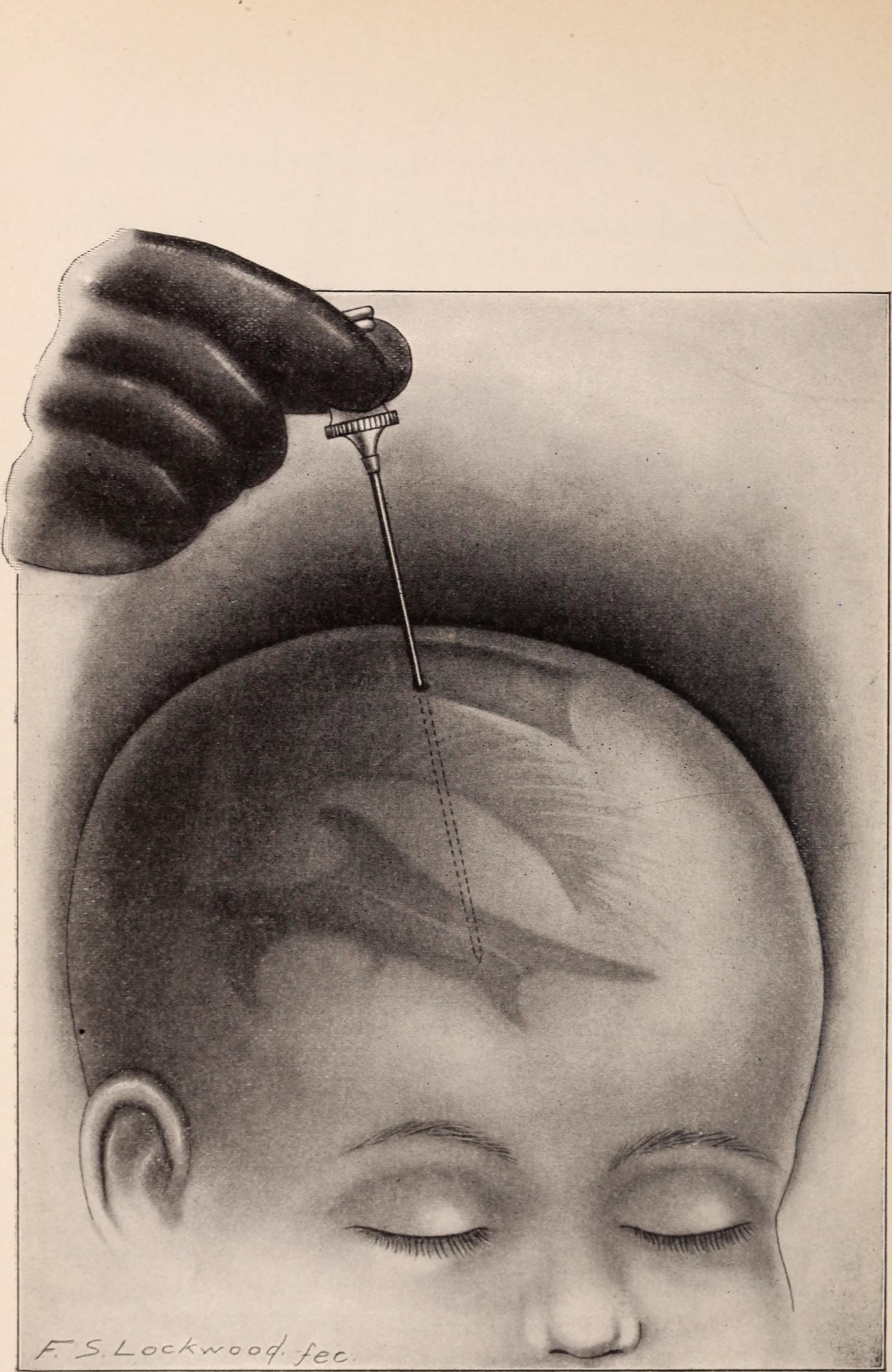
Інтратекальна ін'єкція сироватки Флекснера через тім'ячко при менінгіті. 1910 р.

Тім'ячка здатні до пульсації, що робить їх схожими на маленькі фонтанчики — особливість, з якою пов'язана їх латинська назва (пор. також англ. і фр. fontanelle). Пульсації відповідають звичайному пульсу — як наслідок розширення судин головного мозку під час систоли, що передається на мозкові оболони.
Припускають також що в тім'ячок є ще одна функція — терморегуляції. Через хрящову мембрану охолоджуються тканини головного мозку, перегрівання яких може призвести до негативних наслідків.

### Патології
Запале тім'ячко
Запале тім'ячко свідчить про зневоднення організму і недоїдання.
Здуте тім'ячко
Здуття або сильне напруження тім'ячка свідчить про підвищений внутрішньочерепний тиск. Це може бути симптомом таких патологій:
- Енцефаліт
- Гідроцефалія
- Менінгіт

Збільшене тім'ячко
Збільшене тім'ячко може бути симптомом таких патологій:
- Синдром Дауна
- Недоношеність
- Гідроцефалія
- Внутрішньоутробна гіпотрофія[en]

Рідше це свідчить про такі порушення:
- Ахондроплазія
- Синдром Аперта
- Ключично-черепний дизостоз
- Синдром вродженої краснухи
- Вроджений гіпотиреоз
- Незавершений остеогенез
- Рахіт

## У тварин
У людиноподібних мавп тім'ячка заростають невдовзі після народження. У шимпанзе переднє тім'ячко повністю закривається на 3 місяць.

### У собак
Одною з найбільш серйозних проблем, що ставлять небезпеку для собак, є так зване «відкрите тім'ячко», яке трапляється, коли черепні кістки не заростають на маківці. Це порушення часто пов'язана з гідроцефалією, що характеризується надмірною кількістю рідини в мозку і навколо нього, яка спричиняє тиск на мозок і навколишні тканини. Часто голова набуває куполоподібної форми, а відкрите тім'ячко помітне як «м'яка точка» на собачій маківці. Заповнені рідиною порожнини мозку, відомі як шлуночки, також розпухають. Підвищений тиск перешкоджає нормальному розвитку мозкової тканини.
Втім, не далеко не у всіх випадках незарощене тім'ячко є симптомом гідроцефалії. У багатьох щенят тім'ячка не закриті на момент народження, але поступово заростають протягом 3-6 місяців. У рідших випадках заростання затягається, при цьому без видимих порушень здоров'я собаки. У цьому разі треба бути обережним з годованцем, уникати пошкоджень голови, оскільки вони можуть пошкодити мозок або спричинити припадки епілепсії.